# Championnat de Serbie de football américain
Le Championnat de Serbie de football américain est une compétition sportive réunissant depuis 2004 l'élite des clubs serbes amateurs de football américain. Les championnats sont organisés par la fédération serbe dénommée Srpska Asocijacija Američkog Fudbala.

## Historique

### Championnat 2018
- Sport Klub Prva liga (1re division)[1]
  - Composée de 8 équipes qui se rencontrent une seule fois en saison régulière (7 matchs). Un classement est alors établi. Le dernier descend en 2e division ;
  - Play-offs : Ils débutent par un tour de wild-card opposant le 3e au 6e et le 4e au 6e. Les vainqueurs sont opposés respectivement aux 2e et au 1er de la saison régulière lors des demi-finales. Les deux gagnants se disputent le Serbian Bowl ;
  - Barrage descente : L'avant dernier de la 1re division est opposé au second de la 2e division. Le gagnant jouera en 1re division la saison suivante.
- Druga Liga (2e division)[2]
  - Composée de 6 équipes qui se rencontrent une seule fois en saison régulière (5 matchs). Un classement est établi. Le dernier descend en 3e division ;
  - Play-offs : Les demi-finales opposent le 1re au 4e et le 2e au 3e. Les deux vainqueurs se disputent le titre de champion de la 2e division. Le champion monte en 1re division et le second rencontre l'avant dernier de la 1re division. Le gagnant du barrage jouera en 1re division la saison suivante, le perdant en 2e division ;
- Treca Liga (3e division)[3]
  - Composée de 6 équipes qui se rencontrent une seule fois en saison régulière (7 matchs). Un classement est alors établi.
  - Play-offs : système identique à la 2e division. Il n'y a pas de descendant

### Championnat 2019
Six équipes participent au championnat. Elles sont réparties en deux conférences de 3 équipes. Les deux premières de chaque conférence sont qualifiées pour les demi finales croisées et les vainqueurs se rencontrent en finale.

### Championnat 2020
Toutes les activités relatives à la pratique du football américain ont été suspendues dès le 17 mars jusqu'à une date indéterminée à la suite de la pandémie de maladie à coronavirus (Covid-19). La compétition reprend le 3 octobre et met en présence 6 équipes reprises dans une seule conférence.

### Championnats 2021 et 2022
Sept équipes participent aux championnats 2021 et 2022 au sein d'une seule conférence,.

### Championnat 2023
Le championnat comporte sept équipes réparties en deux conférences.
Conférence A :
- Kragujevac Wild Boars
- Novi Sad Wild Dogs
- Belgrade Vukovi
- Belgrade Blue Dragons

Conférence B :
- Kikinda Mammoths
- Bucharest Rebels
- Pozarevac Pastuvi

## Palmarès
| Saison | Édition | Vainqueur             | Score | Finaliste              |
| ------ | ------- | --------------------- | ----- | ---------------------- |
| 2004   | I       | Kragujevac Wild Boars | 21-06 | Belgrade Vukovi        |
| 2005   | II      | Belgrade Vukovi       | 20-06 | Kragujevac Wild Boars  |
| 2006   | III     | Kragujevac Wild Boars | 23-12 | Belgrade Vukovi        |
| 2007   | IV      | Belgrade Vukovi       | 25-15 | Novi Sad Dukes         |
| 2008   | V       | Kragujevac Wild Boars | 39-33 | Belgrade Vukovi        |
| 2009   | VI      | Belgrade Vukovi       | 48-0  | Novi Sad Dukes         |
| 2010   | VII     | Belgrade Vukovi       | 40-02 | Novi Sad Dukes         |
| 2011   | VIII    | Belgrade Vukovi       | 51-36 | Kragujevac Wild Boars  |
| 2012   | IX      | Belgrade Vukovi       | 35-24 | Kragujevac Wild Boars  |
| 2013   | X       | Belgrade Vukovi       | 42-0  | Kragujevac Wild Boars  |
| 2014   | XI      | Belgrade Vukovi       | 27-17 | Kragujevac Wild Boars  |
| 2015   | XII     | Novi Sad Dukes        | 25-23 | Belgrade Vukovi        |
| 2016   | XIII    | Kragujevac Wild Boars | 53-29 | Novi Sad Dukes         |
| 2017   | XIV     | Kragujevac Wild Boars | 24-16 | Novi Sad Dukes         |
| 2018   | XV      | Kragujevac Wild Boars | 54-36 | Belgrade Vukovi        |
| 2019   | XVI     | Kragujevac Wild Boars | 60-55 | Belgrade Vukovi        |
| 2020   | XVII    | Belgrade Vukovi       | 56-46 | Jagodina Black Hornets |
| 2021   | XVIII   | Belgrade Vukovi       | 24-14 | Banat Bulls            |
| 2022   | XIX     | Belgrade Vukovi       | 24-17 | Kragujevac Wild Boars  |
| 2023   | XX      | Kragujevac Wild Boars | 48-07 | Belgrade Vukovi        |
| 2024   |         | Belgrade Vukovi       | 28-06 | Kragujevac Wild Boars  |

|   | Club                   | Nombre de titres | Dernier titre | Nombre de finales perdues | Dernière défaite en finale |
| - | ---------------------- | ---------------- | ------------- | ------------------------- | -------------------------- |
| 1 | Belgrade Vukovi        | 12               | 2024          | 7                         | 2023                       |
| 2 | Kragujevac Wild Boars  | 8                | 2023          | 7                         | 2024                       |
| 3 | Novi Sad Dukes         | 1                | 2015          | 5                         | 2017                       |
| 4 | Jagodina Black Hornets | 0                | -             | 1                         | 2020                       |
| 4 | Banat Bulls            | 0                | -             | 1                         | 2021                       |